# UGC 3257
UGC 3257 è una galassia a spirale visibile nella costellazione di Cefeo.
Si presenta di aspetto compatto, il nucleo ha forma ovaleggiante, in direzione nord-sud; la vista è parzialmente di taglio e la struttura della spirale, barra inclusa, è appena percettibile.